# 道の駅源平の里むれ
道の駅源平の里むれ（みちのえき げんぺいのさとむれ）は、香川県高松市牟礼町原にある国道11号の道の駅である。
国土交通省と高松市によって整備を役割分担しており、高松市立房前公園（たかまつしりつふさざきこうえん）が道の駅に隣接している。

## 沿革
- 2007年（平成19年）8月4日 - 開駅[2]。

## 施設

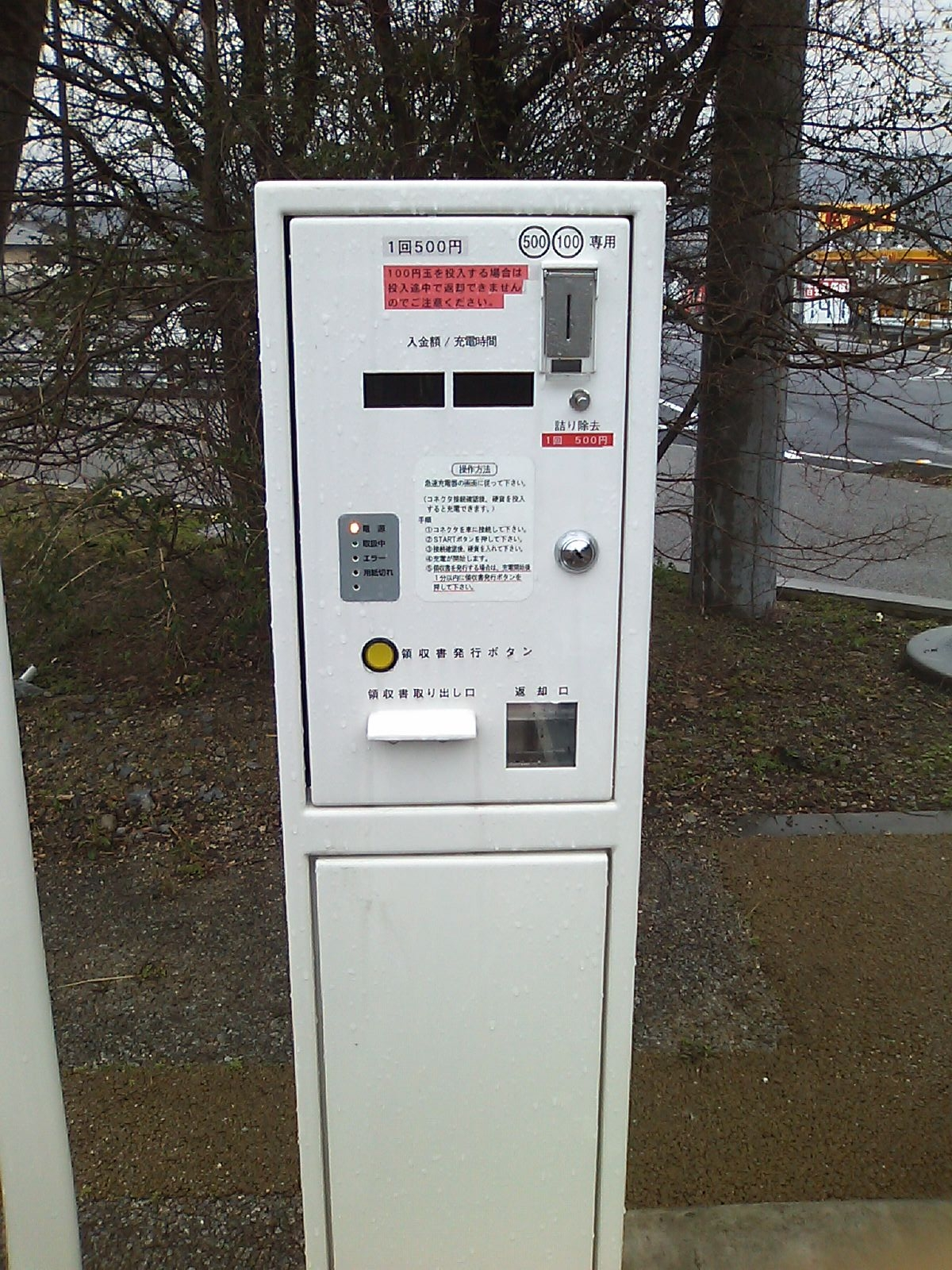
ev充電器

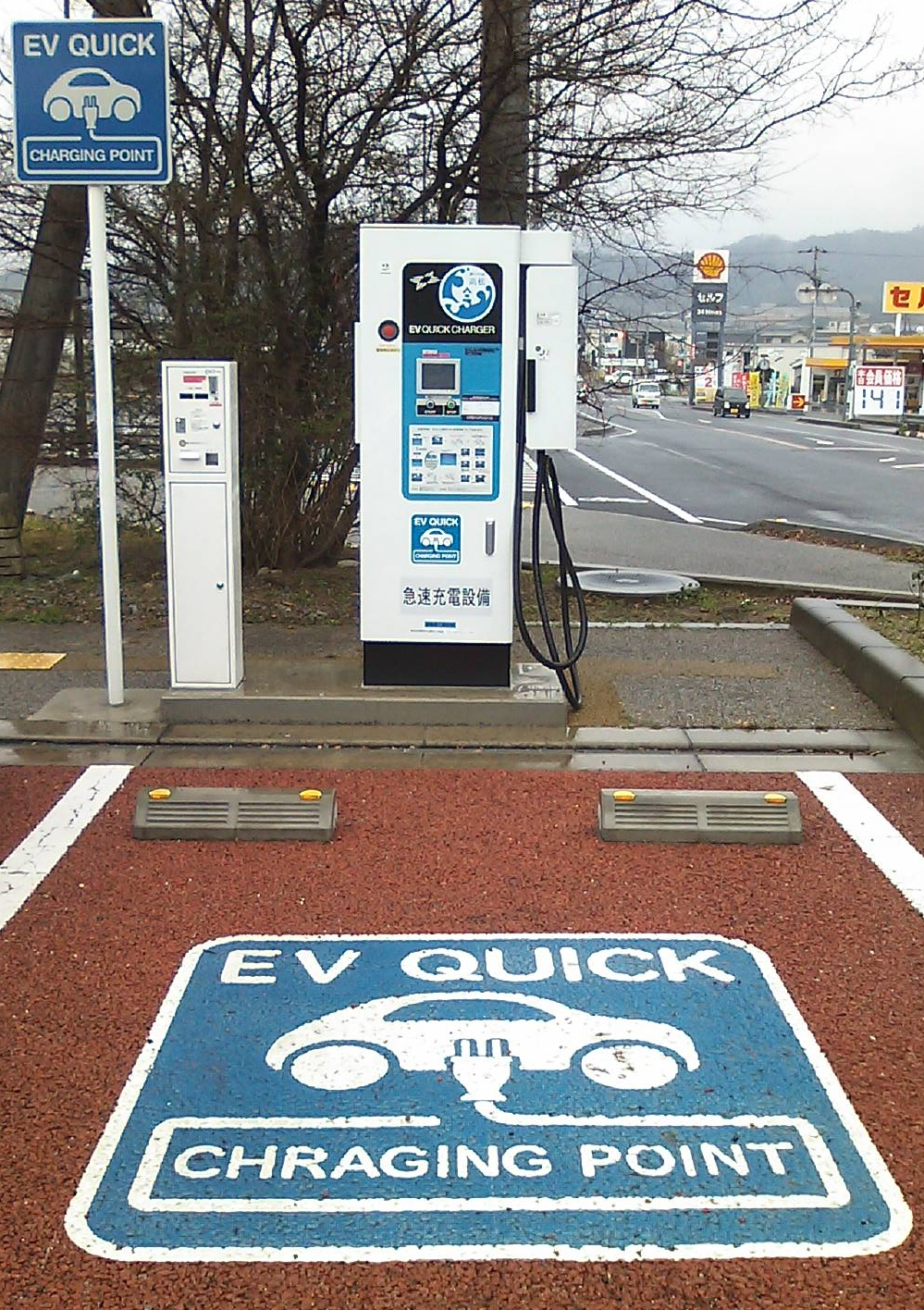
ev充電器

四国では防災機能を備えた初めての道の駅として整備。そのため、自家発電装置や防災用品を備蓄する倉庫も併設されている。
- 駐車場[6]
  - 普通車：47台
  - 大型車：13台
  - 身障者用：2台
- トイレ - 防災トイレとして耐震構造となっている[5]。
  - 男：16器
  - 女：12器
  - 身障者用：2器
- 海鮮食堂じゃこや（平日：11:00 - 14:00・土日祝日：11:00 - 15:00、第1・第3火曜日休業）
  - 瀬戸内海の魚介類を中心としたセルフ式の食堂。
- 新鮮産直やさい市・産直カフェ（9:00 - 17:00、第1・第3火曜日休業）
- 特産物販売所（9:00 - 17:00、第1・第3火曜日休業）
- 屋外休憩施設（24時間）
- 休憩所

### 高松市立房前公園

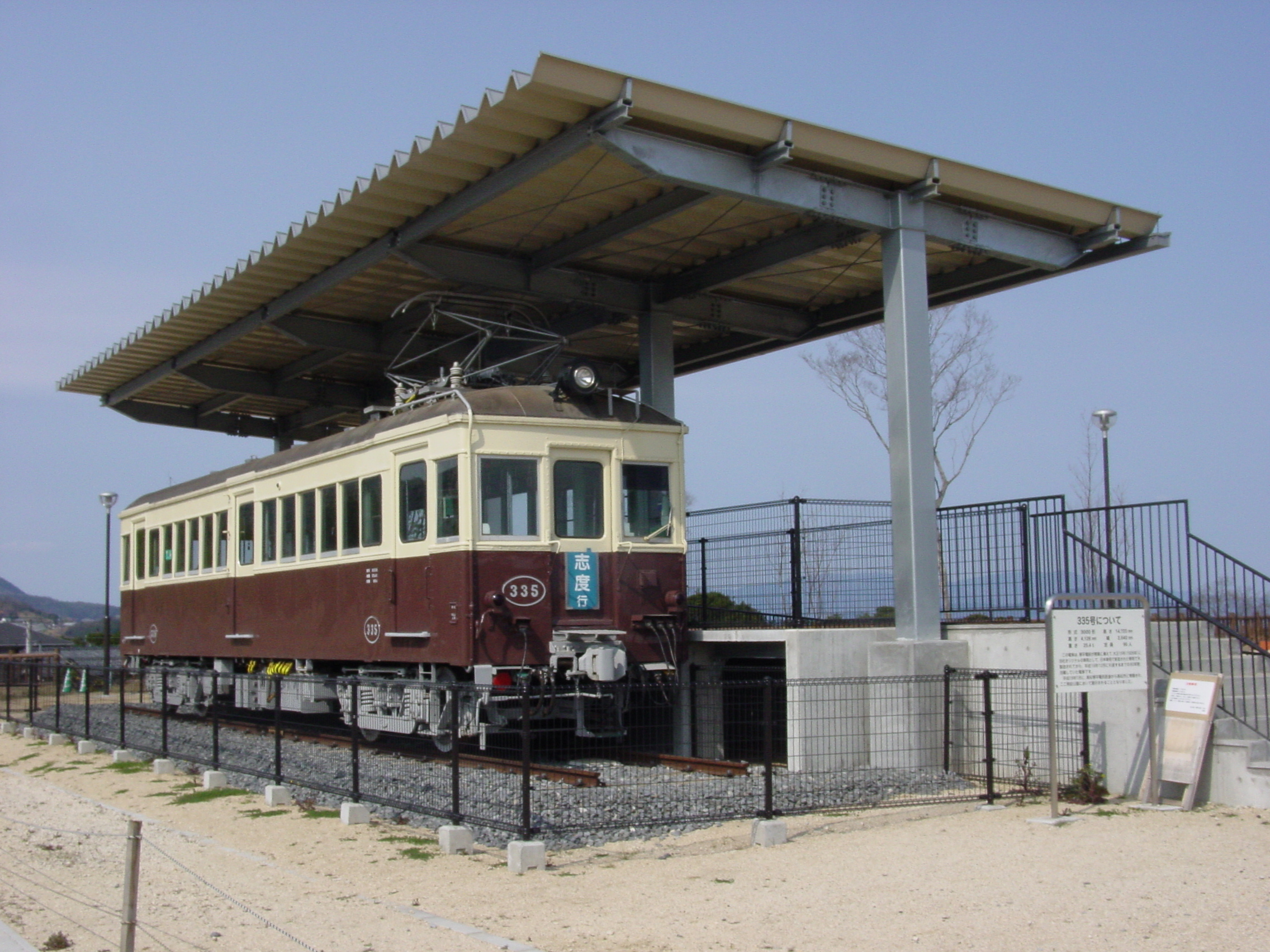
3000形静態保存車

道の駅源平の里むれに隣接している高松市立公園は18,000m2の広さを持ち、展望台、彫刻作品展示や芝生広場、ランニングコース、遊具などが整備されている。災害発生時には、ヘリコプターの離着陸場として使用される。
1926年（大正15年）に製造、琴平線、志度線、長尾線と活躍の場を移しながら2006年12月まで80年間に渡って運用された高松琴平電気鉄道3000形335号が屋外に上屋・プラットホーム付きで静態保存されている。この車両は2007年に高松市に寄贈されたもので、車内に入ることもできる。

## アクセス
- 国道11号 - 登録路線
  - 香川県道36号高松牟礼線

自動車
- 高松自動車道高松東インターチェンジより約10分[6]。

鉄道
- 高松琴平電気鉄道志度線 房前駅より徒歩約10分[6]。

## 周辺
- 幡羅八幡神社